# Patientdatalagen
Patientdatalagen (2008:355) är en lag som infördes den 1 juli 2008 genom proposition 2007/08:126 och ersatte patientjournallagen och vårdregisterlagen. Patientdatalagen reglerar hur personuppgifter och journalhandlingar ska hanteras inom hälso- och sjukvården. Patientdatalagen innehåller uppgifter om vem som är skyldig att föra journalhandlingar, vad en patientjournal ska innehålla och vilka rättigheter och skyldigheter patienter och sjukvården har rörande patientjournaler. Både privat och offentlig sjukvård omfattas av patientdatalagen. 
De största nyheterna i patientdatalagen jämfört med den tidigare patientjournallagen är att den förstnämnda innehåller bestämmelser om så kallad sammanhållen journalföring, vilket innebär att en vårdgivare under vissa omständigheter kan göra hela eller delar av en patientjournal tillgänglig för andra vårdgivare, och att lagen innehåller bestämmelser om kvalitetsregister inom sjukvården.

## Journalhandling
Med journalhandling avses i lagen en "framställning i skrift eller bild samt upptagning som kan läsas, avlyssnas eller på annat sätt uppfattas endast med tekniskt hjälpmedel och som upprättas eller inkommer i samband med vården av en patient och som innehåller uppgifter om patientens hälsotillstånd eller andra personliga förhållanden eller om vidtagna eller planerade vårdåtgärder". Skyldiga att föra patientjournal är de som är legitimerade eller särskilt förordnade att utöva ett visst yrke enligt 3 kap. lagen (1998:531) om yrkesverksamhet på hälso- och sjukvårdens område (det omfattar bland annat läkare, sjuksköterska, optiker, psykolog, sjukgymnast, logoped, arbetsterapeut, tandläkare, naprapat och ortopedingenjör), den som utan att ha legitimation utför sådana arbetsuppgifter som logoped, psykolog eller psykoterapeut inom den allmänna hälso- och sjukvården och den som arbetar som kurator inom den allmänna hälso- och sjukvården. 

## Sammanhållen patientjournal
En förutsättning för att en vårdgivare ska kunna göra en journal tillgänglig för andra är att den som ansvarar för patientjournalhandlingen har möjlighet att logga vilka personer som tar del av journalhandlingar, och att dessa loggar aktivt kontrolleras för att undvika att obehöriga tar del av en patientjournal. En vårdgivare är behörig att ta del av en annan vårdgivares patientjournalhandling om:
- patienten har en aktuell patientrelation till vårdgivaren;
- journaluppgifterna kan antas ha betydelse för att förebygga, utreda och behandla sjukdomar eller skador hos patienten; och
- patienten samtycker till att vårdgivaren tar del av patientjournalen.

Om patientens samtycke inte kan inhämtas på grund av sjukdom eller liknande, och det föreligger en fara för patientens liv, kan under vissa omständigheter en vårdgivare ta del av en annan vårdgivares journalhandlingar utan patientens uttryckliga medgivande. 
En patient har möjlighet att spärra uppgifter så att andra vårdgivare inte kan komma åt dem. Patienten har rätt att, i de flesta fall, ta del av sina journalhandlingar. Patientdatalagen möjliggör för vårdgivare att ge patienter tillgång till sin journal via Internet, förutsatt att man kan säkra en god datasäkerhet. Vårdgivaren är dock inte skyldig att möjliggöra för patienter att läsa sin journal via Internet. Patienten har också rätt att ta del av de logguppgifter som lagrar vilka som tagit del av hans/hennes journalhandlingar, och i vilket syfte detta skett.

## Kvalitetsregister
Med kvalitetsregister menar man en automatiserad och strukturerad insamling av personuppgifter från flera olika vårdgivare, där syftet är att övervaka och förbättra sjukvårdens kvalitet. Ett flertal sådana kvalitetsregister existerar i Sverige idag, de flesta specifika för olika sjukdomar eller behandlingar. I patientdatalagen fastslås att endast hälso- och sjukvårdens myndigheter har rätt att ansvara för kvalitetsregister, att patienter har rätt att bli informerade om registreringen och har rätt att vägra registrering, samt även rätt att bli strukna ur ett kvalitetsregister där de är registrerade sedan tidigare. 